# Guy and Madeline on a Park Bench
Guy and Madeline on a Park Bench é um filme de drama musical de 2009 estadunidense, dirigido, escrito e produzido por Damien Chazelle. Teve sua primeira transmissão em 23 de abril no Festival de Cinema de Tribeca e distribuído pela Variance Films nos Estados Unidos em 5 de novembro de 2010.

## Elenco
- Jason Palmer - Guy
- Desiree Garcia - Madeline
- Sandha Khin - Elena
- Karen Adelman - Karen
- Anna Chazelle - Laura
- Bernard Chazelle - Paul
- Gonzalo Digenio - John
- Frank Garvin - Frank
- Suzanne Bouffard
- Kelly Burk